# Eccellenza Sicilia 2020-2021
Il campionato italiano di calcio di Eccellenza regionale 2020-2021 è stato il trentesimo organizzato in Italia. Rappresenta il quinto livello del calcio italiano.
 Questi sono i gironi organizzati dal Comitato Regionale della Sicilia.

## Stagione

### Novità
Dalla Serie D 2019-2020 è retrocesso il Marsala, mentre la squadra Alcamo è retrocessa in Promozione. Cephaledium, Gela (ex Scordia), Geraci e Sporting Acicatena (ex Sporting Pedara) benché iscrittesi online, non hanno perfezionato l'iscrizione al campionato. Il Città di Rosolini si è fuso con la società Virtus Ispica, da cui prende il nome la nuova squadra, così come, dalla fusione tra Sporting Vallone e Nissa, nasce la squadra Nissa. Jonica e Casteltermini sono state ripescate. Dalla Promozione sei squadre sono state promosse: Aci S. Antonio, Dolce Onorio Folgore, Igea 1946, Nuova Pol. Acquedolci, Sciacca e Siracusa.

### Formula
La squadra prima classificata di ogni girone viene promossa direttamente in Serie D. Le squadre classificate dal secondo al quinto posto disputano i play-off regionali per un posto nei play-off nazionali. Le squadre classificate dall'undicesimo al quattordicesimo posto disputano i play-out, mentre le ultime due squadre classificate retrocedono direttamente in Promozione.

Play-off e play-out si disputano soltanto se fra le due squadre ipoteticamente coinvolte ci sono meno di 10 punti di distacco. Se la seconda classificata ha almeno dieci punti di vantaggio sulla terza accederà direttamente alla fase nazionale degli spareggi.

Le gare si disputano in orari differenti a seconda dei periodi dell'anno: alle 15:30 dalla prima alla quinta giornata, alle 14:30 dalla sesta alla diciottesima, alle 15:00 dalla diciannovesima alla ventisettesima, alle 16:00 dalla ventottesima alla ventinovesima e alle 16:30 la trentesima giornata e le gare di play-off e play-out.

Alla ripresa del campionato, è stata modificata la formula: si disputa solo il girone di andata; al termine le prime otto squadre classificate verranno suddivise in due quadrangolari per la promozione in Serie D, con successive semifinali e finale; le seconde otto squadre classificate si sfideranno in due quadrangolari per un premio in denaro; per questa stagione le retrocessioni vengono abolite.

### Avvenimenti
Il 25 ottobre 2020, in seguito all'aggravarsi della situazione sanitaria determinata dalla pandemia di COVID-19, è stata stabilita la sospensione dei campionati dilettantistici a livello non nazionale fino al 24 novembre 2020., in seguito prorogata fino al 3 dicembre, poi al 15 gennaio 2021.
Tuttavia, le partite sono rimaste sospese, per poi riprendere l'11 aprile 2021. Alla ripresa del campionato hanno rinunciato alla prosecuzione Monreale, Parmonval e Pro Favara, per il girone A, e Nuova Acquedolci, Real Siracusa e Santa Croce, per il girone B; le gare già disputate da queste squadre non hanno avuto valore ai fini della classifica finale. Con successivo comunicato anche Casteltermini, Castellammare e Sciacca hanno rinunciato alla ripresa: di conseguenza la LND ha annullato tutte le partite disputate nel girone A prima della ripresa, redigendo un nuovo calendario che ha previsto partite di sola andata.

## Girone A

### Squadre partecipanti
| Club                              | Città                                 | Stadio                           | Stagione precedente     |
| --------------------------------- | ------------------------------------- | -------------------------------- | ----------------------- |
| A.S.D. Akragas 2018               | Agrigento                             | Stadio Esseneto                  | 3º in Eccellenza gir.A  |
| A.S.D. C.U.S. Palermo             | Palermo                               | CUS Imp. Sportivo Universitario  | 11º in Eccellenza gir.A |
| A.S.D. Canicattì                  | Canicattì (AG)                        | Stadio Saraceno (Ravanusa)       | 2º in Eccellenza gir.A  |
| A.S.D. Castellammare Calcio 94    | Castellammare del Golfo (TP)          | Stadio Giorgio Matranga          | 9º in Eccellenza gir.A  |
| A.S.D. Casteltermini              | Casteltermini (AG)                    | Stadio Ferdinando Lombardo       | 3° in Promozione gir.A  |
| A.S.D. Dolce Onorio Folgore       | Castelvetrano (TP)                    | Stadio Paolo Marino              | 2º in Promozione gir.A  |
| A.C.D. Don Carlo Misilmeri        | Misilmeri (PA)                        | Stadio comunale                  | 10º in Eccellenza gir.A |
| S.S.D. Marsala Calcio A.R.L.      | Marsala (TP)                          | Stadio Antonino Lombardo Angotta | 16º Serie D gir.I       |
| A.S.D. F.C. Mazara Calcio         | Mazara del Vallo (TP)                 | Stadio Nino Vaccara              | 6º in Eccellenza gir.A  |
| A.S.D. Monreale Calcio            | Monreale (PA)                         | Stadio Louis Ribolla (Palermo)   | 15º in Eccellenza gir.A |
| A.S.D. Nissa F.C.                 | Caltanissetta                         | Stadio Marco Tomaselli           | 8º in Eccellenza gir.A  |
| A.S.D. Oratorio S. Ciro e Giorgio | Marineo (PA)                          | Stadio comunale                  | 13º in Eccellenza gir.A |
| A.S.D. Parmonval                  | Partanna-Mondello (quart. di Palermo) | Stadio Franco Lo Monaco          | 7º in Eccellenza gir.A  |
| S.S.D. Pro Favara 1984            | Favara (AG)                           | Stadio Giovanni Bruccoleri       | 12º in Eccellenza gir.A |
| A.S.D Sancataldese Calcio         | San Cataldo (CL)                      | Stadio Valentino Mazzola         | 4º in Eccellenza gir.A  |
| SCSD Unitas Sciacca Calcio        | Sciacca (AG)                          | Stadio Luigi Riccardo Gurrera    | 1° in Promozione gir.A  |

### Classifica finale
|  | Pos. | Squadra                    | Pt | G | V | N | P | GF | GS | DR  |
|  | ---- | -------------------------- | -- | - | - | - | - | -- | -- | --- |
|  | 1.   | Sancataldese               | 23 | 9 | 7 | 2 | 0 | 28 | 4  | +24 |
|  | 2.   | Akragas                    | 20 | 9 | 6 | 2 | 1 | 22 | 8  | +14 |
|  | 3.   | Mazara                     | 17 | 9 | 5 | 2 | 2 | 17 | 8  | +9  |
|  | 4.   | Nissa                      | 17 | 9 | 5 | 2 | 2 | 14 | 9  | +5  |
|  | 5.   | Dolce Onorio Folgore       | 13 | 9 | 4 | 1 | 4 | 15 | 13 | +2  |
|  | 6.   | Canicattì                  | 12 | 9 | 3 | 3 | 3 | 21 | 9  | +12 |
|  | 7.   | Misilmeri                  | 11 | 9 | 2 | 5 | 2 | 15 | 12 | +3  |
|  | 8.   | CUS Palermo                | 7  | 9 | 2 | 1 | 6 | 14 | 28 | −14 |
|  | 9.   | Oratorio S. Ciro e Giorgio | 4  | 9 | 1 | 1 | 7 | 8  | 22 | −14 |
|  | 10.  | Marsala Calcio (-3)        | −2 | 9 | 0 | 1 | 8 | 6  | 47 | −41 |
|  | —    | Castellammare              | —  | — | — | — | — | —  | —  | —   |
|  | —    | Casteltermini              | —  | — | — | — | — | —  | —  | —   |
|  | —    | Monreale                   | —  | — | — | — | — | —  | —  | —   |
|  | —    | Parmonval                  | —  | — | — | — | — | —  | —  | —   |
|  | —    | Pro Favara                 | —  | — | — | — | — | —  | —  | —   |
|  | —    | Sciacca                    | —  | — | — | — | — | —  | —  | —   |

Legenda:
      Ammesse alla Poule A
      Ammesse alla Poule B
      Rinuncia al campionato
Note:
Tre punti a vittoria, uno a pareggio, zero a sconfitta.
Il Marsala ha scontato tre punti di penalizzazione.

### Risultati

#### Tabellone
|                            | Akr  | CUS  | Can  | DOF  | Mar  | Maz  | Mis  | Nis  | Ora  | San  |
| -------------------------- | ---- | ---- | ---- | ---- | ---- | ---- | ---- | ---- | ---- | ---- |
| Akragas                    | –––– |      |      | 1-1  | 9-0  | 1-0  | 2-2  | 1-0  |      |      |
| CUS Palermo                | 0-4  | –––– |      |      |      |      | 2-2  | 1-3  | 3-1  |      |
| Canicattì                  | 1-2  | 5-0  | –––– | 6-0  |      |      |      | 1-1  | 5-0  |      |
| Dolce Onorio Folgore       |      | 3-0  |      | –––– |      | 1-4  | 1-0  |      | 2-0  |      |
| Marsala                    |      | 0-4  | 2-2  | 0-7  | –––– |      |      |      | 2-5  | 0-8  |
| Mazara                     |      | 4-2  | 2-0  |      | 3-0  | –––– |      |      |      | 0-0  |
| Misilmeri                  |      |      | 0-0  |      | 5-1  | 2-2  | –––– |      |      | 0-2  |
| Nissa                      |      |      |      | 1-0  | 4-1  | 2-1  | 1-3  | –––– |      | 1-1  |
| Oratorio S. Ciro e Giorgio | 1-2  |      |      |      |      | 0-2  | 1-1  | 0-1  | –––– |      |
| Sancataldese               | 3-0  | 6-2  | 2-1  | 2-0  |      |      |      |      | 4-0  | –––– |

### Poule A

#### Triangolare 1
| Pos. | Squadra      | Pt | G | V | N | P | GF | GS | DR |
| ---- | ------------ | -- | - | - | - | - | -- | -- | -- |
| 1.   | Sancataldese | 4  | 2 | 1 | 1 | 0 | 4  | 2  | +2 |
| 2.   | Canicattì    | 2  | 2 | 0 | 2 | 0 | 1  | 1  | 0  |
| 3.   | Mazara       | 1  | 2 | 0 | 1 | 1 | 1  | 3  | −2 |

|              | San   | Maz   | Can   |
| Sancataldese |       | 3 - 1 |       |
| Mazara       |       |       | 0 - 0 |
| Canicattì    | 1 - 1 |       |       |

#### Triangolare 2
| Pos. | Squadra              | Pt | G | V | N | P | GF | GS | DR |
| ---- | -------------------- | -- | - | - | - | - | -- | -- | -- |
| 1.   | Akragas              | 4  | 2 | 1 | 1 | 0 | 3  | 2  | +1 |
| 2.   | Dolce Onorio Folgore | 2  | 2 | 0 | 2 | 0 | 1  | 1  | 0  |
| 3.   | Nissa                | 1  | 2 | 0 | 1 | 1 | 1  | 2  | −1 |

|              | Akr   | Nis   | DOF   |
| Akragas      |       | 2 - 1 |       |
| Nissa        |       |       | 0 - 0 |
| D.O. Folgore | 1 - 1 |       |       |

#### Finale
| Squadra 1      | Risultato | Squadra 2 |
| -------------- | --------- | --------- |
| 20 giugno 2021 |           |           |
| Sancataldese   | 3 - 0     | Akragas   |

### Poule B

#### Quadrangolare
| Pos. | Squadra                    | Pt | G | V | N | P | GF | GS | DR |
| ---- | -------------------------- | -- | - | - | - | - | -- | -- | -- |
| 1.   | Misilmeri                  | 7  | 3 | 2 | 1 | 0 | 7  | 2  | +5 |
| 2.   | CUS Palermo                | 5  | 3 | 1 | 2 | 0 | 7  | 3  | +4 |
| 3.   | Oratorio S. Ciro e Giorgio | 4  | 3 | 1 | 1 | 1 | 5  | 5  | 0  |
| 4.   | Marsala Calcio (-1)        | −1 | 3 | 0 | 0 | 3 | 0  | 9  | −9 |

|                | Mis   | CUS   | Ora   | Mar   |
| Misilmeri      |       | 1 - 1 |       | 3-0   |
| CUS Palermo    |       |       | 2 - 2 | 4 - 0 |
| Oratorio       | 1 - 3 |       |       |       |
| Marsala Calcio |       |       | 0 - 2 |       |

## Girone B

### Squadre partecipanti
| Club                              | Città                          | Stadio                                            | Stagione precedente     |
| --------------------------------- | ------------------------------ | ------------------------------------------------- | ----------------------- |
| A.C.D. Acicatena Calcio 1973      | Aci Catena (CT)                | Stadio Polivalente                                | 13º in Eccellenza gir.B |
| A.S.D. Acquedolci                 | Acquedolci (ME)                | Stadio comunale Fresina (Sant'Agata di Militello) | 2° in Promozione gir.B  |
| U.S.D. Atletico Catania           | Catania                        | Campo Comunale Monte Po                           | 15º in Eccellenza gir.B |
| A.S.D. Carlentini Calcio          | Carlentini (SR)                | Stadio Sebastiano Romano                          | 10º in Eccellenza gir.B |
| Enna Calcio S.C.S.D.              | Enna                           | Stadio Generale Gaeta                             | 12º in Eccellenza gir.B |
| A.S.D. F.C. Aci S. Antonio Calcio | Aci Sant'Antonio (CT)          | Stadio comunale                                   | 1° in Promozione gir.C  |
| A.S.D. Giarre 1946                | Giarre (CT)                    | Stadio Regionale                                  | 6º in Eccellenza gir.B  |
| A.S.D. Igea 1946                  | Barcellona Pozzo di Gotto (ME) | Stadio Carlo Stagno d'Alcontres                   | 1° in Promozione gir.B  |
| A.S.D. Jonica F.C.                | Santa Teresa di Riva (ME)      | Stadio comunale                                   | 2° in Promozione gir.C  |
| S.S.D. Mascalucia S.Pio X A.R.L.  | Mascalucia (CT)                | Stadio Bonaiuto Somma                             | 7º in Eccellenza gir.B  |
| A.S.D. Ragusa Calcio              | Ragusa                         | Stadio Aldo Campo                                 | 4º in Eccellenza gir.B  |
| A.S.D. Real Siracusa Belvedere    | Siracusa                       | Stadio Giorgio Di Bari                            | 9º in Eccellenza gir.B  |
| U.P.D. Santa Croce                | Santa Croce Camerina (RG)      | Stadio J. Kennedy                                 | 8º in Eccellenza gir.B  |
| A.S.D. Siracusa                   | Siracusa                       | Stadio Nicola De Simone                           | 1° in Promozione gir.D  |
| A.S.D. Sport Club Palazzolo       | Palazzolo Acreide (SR)         | Stadio Scrofani Sallustro                         | 5º in Eccellenza gir.B  |
| A.S.D. Virtus Ispica 2020         | Ispica (RG)                    | Stadio Giuseppe Moltisanti                        | 3º in Eccellenza gir.B  |

### Classifica finale
|  | Pos. | Squadra                 | Pt | G  | V  | N | P  | GF | GS | DR  |
|  | ---- | ----------------------- | -- | -- | -- | - | -- | -- | -- | --- |
|  | 1.   | Giarre                  | 34 | 12 | 11 | 1 | 0  | 38 | 7  | +31 |
|  | 2.   | Siracusa                | 30 | 12 | 9  | 3 | 0  | 26 | 8  | +18 |
|  | 3.   | Igea 1946               | 23 | 12 | 7  | 2 | 3  | 18 | 10 | +8  |
|  | 4.   | Aci S. Antonio          | 19 | 12 | 5  | 4 | 3  | 22 | 14 | +8  |
|  | 5.   | Ragusa                  | 18 | 12 | 5  | 3 | 4  | 16 | 17 | −1  |
|  | 6.   | Enna                    | 17 | 12 | 5  | 2 | 5  | 20 | 15 | +5  |
|  | 7.   | Jonica                  | 17 | 12 | 4  | 5 | 3  | 15 | 17 | −2  |
|  | 8.   | Atletico Catania        | 16 | 12 | 5  | 1 | 6  | 14 | 17 | −3  |
|  | 9.   | Carlentini              | 15 | 12 | 4  | 3 | 5  | 16 | 19 | −3  |
|  | 10.  | Virtus Ispica           | 10 | 12 | 3  | 1 | 8  | 14 | 21 | −7  |
|  | 11.  | Palazzolo               | 8  | 12 | 2  | 2 | 8  | 7  | 21 | −14 |
|  | 12.  | Mascalucia San Pio X    | 6  | 12 | 1  | 3 | 8  | 8  | 27 | −19 |
|  | 13.  | Acicatena               | 6  | 12 | 2  | 0 | 10 | 6  | 27 | −21 |
|  | —    | Acquedolci              | —  | —  | —  | — | —  | —  | —  | —   |
|  | —    | Real Siracusa Belvedere | —  | —  | —  | — | —  | —  | —  | —   |
|  | —    | Santa Croce             | —  | —  | —  | — | —  | —  | —  | —   |

Legenda:
      Ammesse alla Poule A
      Ammesse alla Poule B
      Rinuncia al campionato
Note:
Tre punti a vittoria, uno a pareggio, zero a sconfitta.

### Risultati

#### Tabellone
|                      | Aci  | ASA  | Acq  | AtC  | Car  | Enn  | Gia  | Ige  | Jon  | Mas  | Pal  | Rag  | ReS  | SCr  | Sir  | VIs  |
| -------------------- | ---- | ---- | ---- | ---- | ---- | ---- | ---- | ---- | ---- | ---- | ---- | ---- | ---- | ---- | ---- | ---- |
| Acicatena            | –––– |      |      |      | 2-3  |      | 0-3  | 0-2  | 0-1  |      |      |      |      |      | 0-2  | 1-0  |
| Aci S. Antonio       | 3-1  | –––– |      | 4-1  |      |      | 1-3  |      |      |      |      | 1-2  |      | 2-0  |      |      |
| Acquedolci           | 2-1  |      | –––– | 1-2  |      |      | 2-1  |      |      |      |      |      |      |      |      |      |
| Atletico Catania     | 4-0  |      |      | –––– | 2-1  |      | 0-3  | 0-1  | 0-1  |      |      |      |      |      |      | 0-3  |
| Carlentini           |      | 1-1  |      |      | –––– | 2-0  |      | 0-1  |      | 1-1  | 2-0  |      |      |      | 1-1  | 3-1  |
| Enna                 | 5-0  | 0-1  | 1-0  | 2-3  |      | –––– |      |      | 1-3  | 3-0  | 2-0  | 2-2  |      |      |      |      |
| Giarre               |      |      |      |      | 5-1  | 2-0  | –––– | 4-0  | 3-0  |      |      |      | 1-0  |      | 1-1  | 4-0  |
| Igea                 |      | 2-2  |      |      |      | 0-1  |      | –––– | 4-0  | 4-0  | 2-0  |      |      |      | 1-3  | 1-0  |
| Jonica               |      | 2-2  |      |      | 3-1  |      |      |      | –––– | 2-2  | 0-0  |      | 0-1  | 1-0  |      |      |
| Mascalucia San Pio X | 2-0  | 0-0  |      | 0-2  |      |      | 1-2  |      |      | –––– |      | 1-2  |      | 2-3  |      |      |
| Palazzolo            | 0-2  | 0-2  | 0-1  | 1-1  |      |      | 2-4  |      |      | 1-0  | –––– | 0-1  |      |      |      |      |
| Ragusa               | 2-0  |      |      | 0-1  | 2-0  |      | 1-4  | 0-0  | 2-2  |      |      | –––– |      |      |      |      |
| Real Siracusa        |      |      |      |      |      | 1-2  |      |      |      | 1-0  | 0-0  |      | –––– |      |      |      |
| Santa Croce          |      |      |      |      |      |      |      |      |      |      | 2-0  |      | 3-2  | –––– |      |      |
| Siracusa             |      | 2-1  | 1-2  | 1-0  |      | 2-2  |      |      | 1-0  | 5-0  | 4-1  | 3-1  |      |      | –––– |      |
| Virtus Ispica        |      | 0-4  |      |      |      | 0-2  |      |      | 1-1  | 5-1  | 1-2  | 3-1  |      |      | 0-1  | –––– |

### Poule A

#### Quadrangolare 1
| Pos. | Squadra          | Pt | G | V | N | P | GF | GS | DR |
| ---- | ---------------- | -- | - | - | - | - | -- | -- | -- |
| 1.   | Giarre           | 6  | 3 | 2 | 0 | 1 | 7  | 4  | +3 |
| 2.   | Enna             | 6  | 3 | 2 | 0 | 1 | 2  | 1  | +1 |
| 3.   | Igea 1946        | 6  | 3 | 2 | 0 | 1 | 4  | 4  | 0  |
| 4.   | Atletico Catania | 0  | 3 | 0 | 0 | 3 | 3  | 7  | −4 |

|                  | Gia   | Ige   | Enn   | AtC   |
| Giarre           |       | 3 - 1 |       | 4 - 2 |
| Igea 1946        |       |       | 1 - 0 | 2 - 1 |
| Enna             | 1 - 0 |       |       |       |
| Atletico Catania |       |       | 0 - 1 |       |

#### Quadrangolare 2
| Pos. | Squadra        | Pt | G | V | N | P | GF | GS | DR |
| ---- | -------------- | -- | - | - | - | - | -- | -- | -- |
| 1.   | Siracusa       | 9  | 3 | 3 | 0 | 0 | 8  | 2  | +6 |
| 2.   | Aci S. Antonio | 4  | 3 | 1 | 1 | 1 | 3  | 3  | 0  |
| 3.   | Jonica         | 2  | 3 | 0 | 2 | 1 | 2  | 6  | −4 |
| 4.   | Ragusa         | 1  | 3 | 0 | 1 | 2 | 0  | 2  | −2 |

|                | Sir   | ASA   | Rag   | Jon   |
| Siracusa       |       | 2 - 1 |       | 5 - 1 |
| Aci S. Antonio |       |       | 1 - 0 | 1 - 1 |
| Ragusa         | 0 - 1 |       |       |       |
| Jonica         |       |       | 0 - 0 |       |

#### Semifinali
| Squadra 1      | Risultato | Squadra 2      |
| -------------- | --------- | -------------- |
| 13 giugno 2021 |           |                |
| Giarre         | 2 - 0     | Enna           |
| Siracusa       | 2 - 0     | Aci S. Antonio |

#### Finale
| Squadra 1      | Risultato | Squadra 2 |
| -------------- | --------- | --------- |
| 20 giugno 2021 |           |           |
| Giarre         | 3 - 2     | Siracusa  |

### Poule B

#### Triangolare
| Pos. | Squadra                   | Pt | G | V | N | P | GF | GS | DR |
| ---- | ------------------------- | -- | - | - | - | - | -- | -- | -- |
| 1.   | Virtus Ispica             | 6  | 2 | 2 | 0 | 0 | 8  | 3  | +5 |
| 2.   | Palazzolo                 | 3  | 2 | 1 | 0 | 1 | 4  | 5  | −1 |
| 3.   | Mascalucia San Pio X (-1) | −1 | 2 | 0 | 0 | 2 | 2  | 6  | −4 |

|                 | VIs   | Pal   | Mas |
| Virtus Ispica   |       | 5 - 1 |     |
| Palazzolo       |       |       | 3-0 |
| Mascal. S.Pio X | 2 - 3 |       |     |

#### Accoppiamento
| Pos. | Squadra    | Pt | G | V | N | P | GF | GS | DR |
| ---- | ---------- | -- | - | - | - | - | -- | -- | -- |
| 1.   | Carlentini | 6  | 2 | 2 | 0 | 0 | 6  | 3  | +3 |
| 2.   | Acicatena  | 0  | 2 | 0 | 0 | 2 | 3  | 6  | −3 |

|            | Car   | Aci   |
| Carlentini |       | 3 - 1 |
| Acicatena  | 2 - 3 |       |

#### Finale
| Squadra 1      | Risultato   | Squadra 2  |
| -------------- | ----------- | ---------- |
| 20 giugno 2021 |             |            |
| Virtus Ispica  | 4 - 2 (dts) | Carlentini |